# Ta mère ou moi
Pour plus de détails, voir Fiche technique et Distribution.
Ta mère ou moi ! ou Ma blonde, ma mère et moi au Québec (Only the Lonely) est un film américain réalisé par Chris Columbus et sorti en 1991. Il s'agit d'un remake du film Marty (1955) de Delbert Mann qui mettait en scène Ernest Borgnine et Betsy Blair dans les deux rôles principaux.

## Synopsis
Danny Muldoon est un policier de Chicago âgé de 38 ans. D'origine irlandaise, il vit encore chez sa mère, Rose, qui le couve un peu trop. Lorsqu'il tombe amoureux de Theresa, une jeune femme timide qui travaille au funérarium, il va devoir choisir entre l'amour maternel et celui qu'il éprouve pour Theresa.

## Fiche technique
Sauf indication contraire, les informations mentionnées dans cette section peuvent être confirmées par la base de données cinématographiques IMDb,  présente dans la section « Liens externes ».
- Titre français : Ta mère ou moi !
- Titre québécois pour la télévision : Ma blonde, ma mère et moi[1]
- Titre original : Only the Lonely
- Réalisation : Chris Columbus
- Scénario : Chris Columbus, d'après le scénario original de Paddy Chayefsky
- Musique : Maurice Jarre
- Décors : John Muto
- Direction artistique : Dan Webster
- Costumes : Mary E. Vogt
- Photographie : Julio Macat
- Montage : Raja Gosnell et Peter Teschner
- Production : John Hughes et Hunt Lowry

Producteur délégué : Tarquin Gotch
Coproducteur : Mark Radcliffe
- Sociétés de production : Hughes Entertainment et 20th Century Fox
- Distribution : 20th Century Fox
- Pays de production :  États-Unis
- Langue originale : anglais
- Format : couleur - 1.85:1 - 35 - son : Dolby SR
- Genre : comédie romantique
- Durée : 104 minutes
- Dates de sortie[1] :
  - États-Unis : 24 mai 1991
  - France : 27 novembre 1991

## Distribution
- John Candy (VF : Philippe Peythieu) : Danny Muldoon
- Maureen O'Hara (VF : Paule Emanuele) : Rose Muldoon
- Ally Sheedy (VF : Hélène Chanson) : Theresa Luna
- Kevin Dunn (VF : Georges Caudron) : Patrick Muldoon, le frère de Danny
- Milo O'Shea (VF : Serge Lhorca) : Doyle, un habitué du bar
- Bert Remsen (VF : Pierre Baton) : Spats, un habitué du bar
- Anthony Quinn (VF : Jean Michaud) : Nick Acropolis, le voisin grec amoureux de Rose
- James Belushi (VF : Mario Santini) : Salvatore Buonarte, le collègue policier de Danny (Léo en VF)
- Bernie Landis (VF : Claude Joseph) : Larry
- Allen Hamilton (VF : Jean-Claude Sachot) : O'Neal
- Les Podewell (VF : Yves Barsacq) : Jack
- Marvin J. McIntyre (VF : Hervé Caradec) : le Père Strapovic
- Macaulay Culkin : Billy Muldoon, le neveu de Patrick
- Kieran Culkin : Patrick Muldoon Jr., le fils de Patrick
- John Davis Chandler : Duane Earl Tyrone

## Production

### Genèse et développement
Ce film marque le retour sur le grand écran de Maureen O'Hara, vingt ans après Big Jake (1971). Le réalisateur Chris Columbus a écrit son rôle en pensant à elle, ignorant qu'elle s'était retirée des écrans pour aller vivre à Sainte-Croix dans les Îles Vierges américaines. Il parviendra à la convaincre d'accepter le rôle après avoir contacté son frère Charles B. Fitzsimons qui travaillait encore dans l'industrie du cinéma. Par la suite, Maureen O'Hara ne tournera que dans des téléfilms.
Le titre original du film provient de la chanson Only the Lonely de Roy Orbison.
Le rôle de Doyle devait initialement être tenu par Roddy McDowall.

### Tournage

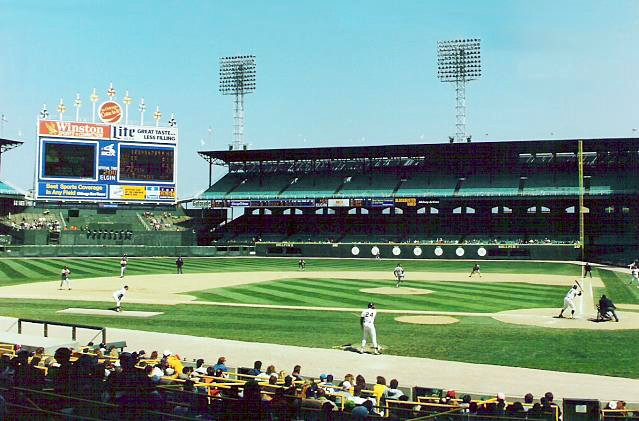
Le stade de baseball de Comiskey Park où Danny et Theresa pique-niquent en amoureux.

Le tournage a lieu principalement à Chicago et ses environs (Oak Brook). Quelques scènes sont tournées à Niles dans le Michigan.
La scène du pique-nique lors du premier rendez-vous entre Danny et Theresa a été filmée au Comiskey Park, peu après le dernier match joué le 30 septembre 1990. Comme le dit Danny dans le film, le stade fut rellement démoli peu après, en avril 1991. Le nouveau stade, le Guaranteed Rate Field, est brièvement visible de l'autre côté de la rue dans le plan montrant Comiskey Park de l'extérieur.

## Accueil
Le film reçoit des critiques partagées à sa sortie. Sur l'agrégateur américain Rotten Tomatoes, il récolte 64% d'opinions favorables pour 22 critiques et une note moyenne de 6⁄10.
Le film récolte plus 25 000 000 $ dans le monde, dont 21 millions aux États-Unis. En France, il n'enregistre que 28 687 entrées

## Commentaire
Le personnage de Theresa aime s'inspirer d'acteurs célèbres pour maquiller les cadavres dont elle s'occupe au funérarium, en regardant un film sur une télévision à côté du cercueil puis en faisant un arrêt sur image. Pour son premier client à l'écran, elle s'inspire du personnage de Clark Gable dans L'Appel de la forêt (1935).